# Hans-Joachim Gelberg
Hans-Joachim Gelberg (* 27. August 1930 in Dortmund; † 17. Mai 2020 in Heidelberg) war ein deutscher Autor und Kinder- und Jugendbuchverleger.

## Leben und Wirken
Hans-Joachim Gelberg gründete im Herbst 1971 zusammen mit dem Verleger Manfred Beltz Rübelmann das Kinder- und Jugendbuchprogramm Beltz & Gelberg der Verlagsgruppe Beltz, dessen Umfang von anfangs acht Titeln auf über 900 Titel im Jahr 1996 anstieg. Bekannt war seine Magazinreihe Der bunte Hund, die in loser Folge etwa dreimal jährlich erschien und in der er sich schon seit Anfang der 1980er Jahre für Kinderliteratur und Kunstformen für Kinder engagierte. Ab 1982 wurde Gelberg durch Schriftsteller wie Achim Bröger, Janosch und Peter Härtling bei der Herausgabe der einzelnen Magazine unterstützt. Gelberg publizierte auch weitere namhafte deutsche Kinderbuchautoren und Künstler wie Nikolaus Heidelbach, Josef Guggenmos, Jürgen Spohn, Rafik Schami, Erwin Moser, Christine Nöstlinger und Hans Manz. Er war Mitglied im PEN-Zentrum Deutschland.
Im Jahr 1997 gab er die Leitung des Kinder- und Jugendbuchprogramms Beltz & Gelberg auf. Seine Tochter Barbara Gelberg (* 1961) ist seit 1989 Lektorin bei Beltz & Gelberg.
Hans-Joachim Gelberg lebte als freischaffender Autor und Herausgeber in Weinheim. Er starb im Mai 2020 im Alter von 89 Jahren in einem Hospiz in Heidelberg.
Seit 2014 trägt die Grundschule in Lützelsachsen den Namen Hans-Joachim-Gelberg-Grundschule.

## Werke als Programmleiter / Verleger / Herausgeber
- Geh und spiel mit dem Riesen. Beltz & Gelberg, Weinheim 1971, ISBN 3-407-80200-5.
- Update on Rumpelstiltskin and other Fairy Tales by 43 Authors. (Hrsg.), Bilder von Willi Glasauer. Beltz & Gelberg, Weinheim 1976, ISBN 3-407-80518-7.
- Der bunte Hund. Beltz & Gelberg, Weinheim 1982, ISBN 3-407-80401-6.
- Kinderland – Zauberland. Maier, Ravensburg 1986, ISBN 3-473-51531-0.
- Überall und neben dir – Gedichte für Kinder und Erwachsene. (Hrsg.). Beltz & Gelberg, Weinheim 1986. Neuauflage 2011, ISBN 978-3-407-74225-4.
- Aller Dings. Werkstattbuch zum Programm B & G. Beltz & Gelberg, Weinheim 1996, ISBN 3-407-79699-4.
- Grosser Ozean. Gedichte für alle. Beltz & Gelberg, Weinheim 2000, ISBN 3-407-79818-0.
- Eines Tages. Geschichten von überallher. Beltz & Gelberg, Weinheim 2008, ISBN 978-3-407-74088-5.
- Märchen aus Aller Welt, Illustrationen von Nikolaus Heidelbach. Beltz & Gelberg, Weinheim 2010 ISBN 978-3-407-79973-9.
- Wo kommen die Worte her – Neue Gedichte für Kinder und Erwachsene. (Hrsg.). Beltz & Gelberg, Weinheim 2011, ISBN 978-3-407-79986-9.

## Ehrungen und Auszeichnungen
- 1972: Deutscher Jugendliteraturpreis für Geh und spiel mit dem Riesen, 1. Jahrbuch der Kinderliteratur
- 2001: Bologna Ragazzi Award für Großer Ozean. Gedichte für alle
- 2004: Friedrich-Bödecker-Preis
- 2014 erhielt die Grundschule in Lützelsachsen, einem Stadtteil von Weinheim, den Namen Hans-Joachim-Gelberg-Grundschule.
- 2014: Ehrenmitgliedschaft des Arbeitskreises für Jugendliteratur

## Kritiken
Wo kommen die Worte her? (2011)

„Lyrikanthologien für Kinder gibt es wie Sand am Meer. Da muss man sich schon etwas Besonderes einfallen lassen, wenn man da herausragen will. Das hat Hans-Joachim Gelberg wieder getan! Nicht nur die Aufmachung des neuen Bandes spricht alle Sinne an, auch die Auswahl der Gedichte ist einmalig: Über 100 Dichter haben extra neue Gedichte für seine Anthologie geschrieben. Dazu kommen ältere Texte, angefangen bei Morgenstern und Ringelnatz. Es geht weiter mit Janosch, Härtling, Paul Maar und Christine Nöstlinger bis hin zu ganz ‚jungen‘ Autoren wie Frantz Wittkamp, Peter Jepsen und sogar Kindern. Herausgekommen ist ein Who is Who der deutschsprachigen Kinderlyrik.“